# Cirsium scabrum
Il cardo scabro (Cirsium scabrum (Poir.) Bonnet & Barratte, 1896) è una pianta erbacea perenne, appartenente alla famiglia delle Asteraceae.

## Etimologia
Il nome del genere (cirsium) deriva dalla parola greca kirsos = varice; da questa radice deriva poi la denominazione Kirsion, un vocabolo che sembra servisse ad identificare una pianta usata per curare questo tipo di malattia. Da kirsion  in tempi moderni il botanico francese Tournefort (1656 - 708) derivò il nome Cirsium dell'attuale genere.

Il nome italiano “cardo” è abbastanza generico in quanto nel linguaggio comune si riferisce a diversi generi e specie di piante. Tra i generi che vengono chiamati direttamente “cardo”, oppure hanno una o più specie che comunemente si chiamano con questo nome citiamo: Carduus, Carduncellus, Carlina, Centaurea, Cnicus, Cynara, Echinops, Galactites, Jurinea, Onopordum, Scolymus, Silybum, Tyrimnus, tutti della famiglia delle Asteraceae. Ma anche in altre famiglie abbiamo dei generi con delle specie che volgarmente vengono chiamate “cardi” : il genere Eryngium della famiglia delle Apiaceae o il genere Dipsacus della famiglia delle Dipsacaceae.

Il binomio scientifico della pianta di questa voce è stato perfezionato dal naturalista elvetico Jean François Aimé (Théophile, Gottlieb) Philippe Gaudin (1766  - 1833) nella pubblicazione ”Flora Helvetica: sive, Historia stirpium hucusque cognitarum in Helvetia et in tractibus counterminis aut sponte nascentium aut in hominis animaliumque usus vulgo cultarum continuata. Turici” nel 1829.

L'epiteto specifico (scabrum = scabro, rugoso) fa probabilmente riferimento all'aspetto di alcune parti della pianta.

## Descrizione
È una pianta erbacea perenne alta 20 - 30 dm.  La forma biologica è emicriptofita scaposa ("H scap"), ossia in generale sono piante erbacee, a ciclo biologico perenne, con gemme svernanti al livello del suolo e protette dalla lettiera o dalla neve e sono dotate di un asse fiorale eretto e spesso privo di foglie.

### Radici
Radici secondarie da rizoma.

### Fusto
Il fusto è eretto, ramoso-corimboso, con superficie striata e più o meno tomentosa. Non è alato.

### Foglie
Le foglie basali, grandi e spinose, sono disposte a rosetta. Le foglie cauline, lanceolate, profondamente incise (con larghi lobi) e con base amplessicaule e presentano spine giallastre apicali. La lamina superiore è spinulosa, quella inferiore è bianco-tomentosa. Dimensione delle foglie basali: 4 - 8 dm. Dimensione delle foglie cauline: larghezza 2 – 4 cm; lunghezza 7 – 10 cm.

### Infiorescenza
Le infiorescenze (composte da capolini subsessili) sono scapose o di tipo corimboso e sono sottese da 2 - 3 foglie bratteiformi lunghe più o meno come i capolini. I capolini, discoidi e omogami, sono formati da un involucro a forma più o meno cilindrica composto da brattee (o squame) disposte su più serie all'interno delle quali un ricettacolo fa da base ai fiori. Le squame (o brattee) dell'involucro sono disposte in modo embricato e scalato; in genere all'apice sono spinose (quelle più interne possiedono delle appendici rudimentali). Il ricettacolo, provvisto di pagliette a protezione della base dei fiori, può essere rivestito di pula (come il chicco del grano o del riso), oppure può essere setoloso, raramente è nudo (senza pagliette). Diametro dei capolini: 2 - 2,5 mm. Larghezza degli involucri: 18 – 25 mm. Lunghezza della spina apicale delle brattee involucrali: 0,5 – 1 mm.

### Fiori
I fiori in genere sono tubulosi (del tipo actinomorfi), e sono tetra-ciclici (ossia sono presenti 4 verticilli: calice – corolla – androceo – gineceo) e pentameri (ogni verticillo ha 5 elementi). I fiori sono inoltre ermafroditi e fertili. Molto raramente sono presenti dei fiori periferici radiati e sterili.
- Formula fiorale:

- /x K {\displaystyle \infty }, [C (5), A (5)], G 2 (infero), achenio

- Calice: i sepali del calice sono ridotti ad una coroncina di squame.
- Corolla: la corolla in genere è colorata di roseo ed è formata da un tubo terminante in 5 brevi lacinie. Lunghezza della corolla: 22 – 28 mm.
- Androceo: gli stami sono 5 con filamenti liberi, papillosi o raramente glabri e distinti, mentre le antere sono saldate in un manicotto (o tubo) circondante lo stilo.[18] Le antere in genere hanno una forma sagittata con base caudata. Il polline normalmente è tricolporato a forma sferica o schiacciata ai poli.
- Gineceo: lo stilo è filiforme con due stigmi divergenti. L'ovario è infero uniloculare formato da 2 carpelli. L'ovulo è unico e anatropo.

Il frutto è un achenio con un pappo. Le forme dell'achenio possono essere obovoidi-fusiformi, compresse lateralmente, con areole a inserzione diritta o laterale-abassiale. Il pericarpo dell'achenio possiede delle sclerificazioni radiali spesso provviste di protuberanze. Il pappo è inserito su una piastra apicale all'interno di una anello di tessuto parenchimatico. Le setole del pappo sono disposte su una o più serie e sono decidue come un pezzo unico e si presentano barbate o piumate. Lunghezza del pappo: 4,5 – 5 mm.

## Biologia
- Impollinazione: l'impollinazione avviene tramite insetti (impollinazione entomogama tramite farfalle diurne e notturne).
- Riproduzione: la fecondazione avviene fondamentalmente tramite l'impollinazione dei fiori (vedi sopra).
- Dispersione: i semi (gli acheni) cadendo a terra sono successivamente dispersi soprattutto da insetti tipo formiche (disseminazione mirmecoria). In questo tipo di piante avviene anche un altro tipo di dispersione: zoocoria. Infatti gli uncini delle brattee dell'involucro si agganciano ai peli degli animali di passaggio disperdendo così anche su lunghe distanze i semi della pianta.

## Distribuzione e habitat
- Geoelemento: il tipo corologico (area di origine) è "Sud Ovest Mediterraneo".
- Distribuzione: La specie si trova nella parte occidentale del bacino del Mediterraneo (penisola iberica, Italia e Maghreb)[19]. In Italia è presente solo in Puglia, Calabria, Sicilia e Sardegna.[20]
- Habitat:  l'habitat preferito per queste piante le selve, gli incolti e le siepi.
- Distribuzione altitudinale: sui rilievi, in Italia, queste piante si possono trovare fino a 1.100 m s.l.m..

## Tassonomia
La famiglia di appartenenza di questa voce (Asteraceae o Compositae, nomen conservandum) probabilmente originaria del Sud America, è la più numerosa del mondo vegetale, comprende oltre 23.000 specie distribuite su 1.535 generi, oppure 22.750 specie e 1.530 generi secondo altre fonti (una delle checklist più aggiornata elenca fino a 1.679 generi). La famiglia attualmente (2021) è divisa in 16 sottofamiglie.
Cardueae è una delle 4 tribù della sottofamiglia Carduoideae. La tribù Cardueae a sua volta è suddivisa in 12 sottotribù (la sottotribù Carduinae è una di queste). Il genere Cirsium elenca 435 specie con una distribuzione cosmopolita, 35 delle quali sono presenti spontaneamente sul territorio italiano.

### Filogenesi
Il genere di questa voce è inserito nel gruppo tassonomico della sottotribù Carduinae. In precedenza provvisoriamente era inserito nel gruppo tassonomico informale "Carduus-Cirsium Group". La posizione filogenetica di questo gruppo nell'ambito della sottotribù è abbastanza vicina al "core" della sottotribù (con il genere Carduus forma un "gruppo fratello") e dalle analisi molecolari è stato calcolato in 7,2 milioni di anni fa la separazione di questo genere dal resto del gruppo (è stato l'ultimo a separarsi).
Il numero cromosomico per questa specie é: 2n = 34.
I caratteri distintivi di questa specie nell'ambito del genere sono:
- il colore della corolla è rosa;
- la superficie superiore delle foglie è provvista di spine cornee lunghe 1 - 1,5 mm;
- il fusto non è alato;
- la larghezza delle brattee mediane dell'involucro è minore di 0,5 mm;

Questi caratteri sono più o meno condivisi con le seguenti specie (tra parentesi sono indicati alcuni caratteri distintivi della specie):
- Cirsium morisianum Rchb.  - Cardo di Moris: la spina apicale delle brattee involucrali è lunga 10 – 30 mm; il capolino è sotteso da 1 - 5 brattee fogliari.
- Cirsium echinatum  (Desf.) DC.  - Cardo a cuscinetto: le brattee fogliari che sottendono il capolino sono più lunghe del capolino; l'involucro del capolino è largo 25 – 45 mm; la spina apicale delle brattee involucrali è lunga 2 – 4 mm.